# Hundsbach (Eußenheim)
Hundsbach ist ein Gemeindeteil der Gemeinde Eußenheim im unterfränkischen Landkreis Main-Spessart in Bayern.
Der Ort wird 1370 als Hunczpach erstmals urkundlich erwähnt. Der Name leitet sich vom althochdeutschen Personennamen Hund ab.

## Geographie
Das Pfarrdorf liegt am Aschbach auf 201 m ü. NHN an der Kreisstraße MSP 1 zwischen Bühler und Obersfeld. Nördlich liegt der Truppenübungsplatz Hammelburg aus dem der Hundsbach kommt, der durch die Wüstungen Hundsfeld und Bonnland fließt.